# ファンタジア (映画)
『ファンタジア』（原題: Fantasia
英語版）は、1940年のアメリカ映画、アニメーション映画。ディズニー製作、監督はベン・シャープスティーン。1940年11月13日封切。ディズニー長編アニメーション第3作であり、史上初のステレオ音声方式による映画作品である。日本での公式公開は第二次世界大戦後の1955年9月23日であった。

## 概要

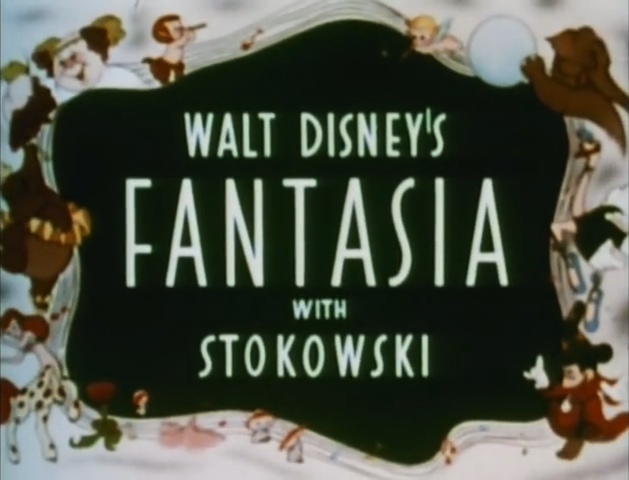
オリジナルの劇場予告編のタイトル画面

オーケストラによるクラシック音楽をバックとした、アニメーションによる8編の物語集である。一部を除き、台詞は一切用いられていない。
全編にわたっての音楽演奏は、レオポルド・ストコフスキー指揮フィラデルフィア管弦楽団が担当した。
ステレオ効果が利用された最初の映画で、なおかつサラウンドの原型ともいえるステレオ再生方式が世界で初めて一般的に導入され実用化された面においても、音響技術において非常に重要な歴史的映画である。最初に上映された際には前方3チャンネル（左、中央、右）のミキシング音声によるステレオだったが、再生に当り複数のスピーカーを劇場内に配置し、各チャンネルのスピーカーごとに違う音を出して、音の立体感を出した。フィルムの光学サウンドトラックは、当時主流のSPレコードのそれよりも低ノイズで周波数特性に優れ、かつ長時間録音が出来たため、実現出来た効果ともいえる。しかしながら、封切された1940年代ではそれぞれの音声チャンネル再生専用の映写機とアンプを用意し、これらの音声を同期させる必要があったために大掛かりなものとなってしまった。そのため、すべての劇場でこの音響効果を再現するのは不可能であったという（当時主流のアンプが真空管式であったことからも、その規模は想像に難くない）。しかし、オリジナルが9チャンネルのマルチ・ステレオ収録だった為、1950年代半ばにシネマ・スコープの登場によりサラウンド・ステレオにてリバイバル上映され、1991年に初めてビデオ・ソフト化された際、ハイファイ音声のビデオソフト・LDなどではドルビーサラウンドでこの音響が再現されている（ただし、この時に制作されたマスターによるDVDの日本語吹き替え版は、2.0chで前のみのステレオであった）。その後、ハイビジョン・デジタル修復版が2010年にBlu-Ray/DVDで発売された（日本では翌年）。ここではオリジナル英語は7.1ch、日本語は5.1chのサラウンド・ステレオで制作されている。また、GM規格の外部MIDI音源でも、ファンタジアの音色が登録されている。
日本においては、米国で公開された1940年当初は日米関係が悪化していた為に一般公開が行われなかったが、うしおそうじは太平洋戦争開戦直前に、海軍が拿捕したアメリカの輸送船から押収したフィルムが東宝砧撮影所に送られて試写室で上映された際に観覧しており、衝撃を受けて上映中に涙したと記している。太平洋戦争勃発後は、日本軍が占領した上海やマニラで『風と共に去りぬ』などと共に、本作のフィルムも押収された。軍関係者や映画制作関係者を集めた上映会も行われ、海軍省の試写室で本作を見たアニメーション監督の瀬尾光世は、「こんな映画を作る国には勝てない」と衝撃を受けた。その評判から東京でも軍関係者や東京帝国大学などで限定的に上映会が実施され、東大生だった江崎玲於奈も観賞したという。瀬尾は、『桃太郎 海の神兵』の制作にあたり、ミュージカル風の演出などに本作を参考にしている。
第二次世界大戦の終結から10年後の1955年になって、ようやく日本でも公開された。戦後に日本公開された本作品を観て衝撃を受けた冨田勲はその後ステレオを超えたマルチトラック録音の再生に対する強いこだわりを持つようになった。ウォルト・ディズニー・ホーム・ビデオが1991年11月1日に発売したビデオは、ビデオテープとレーザーディスクを合わせて100万本以上の売り上げを記録。当時の日本記録は『眠れる森の美女』と『ローマの休日』の約40万本であったとされ、その記録を大幅に更新することになった。日本では著作権の保護期間が終了したと考えられることから、現在パブリックドメインDVDでも発売されている。ただし、ストラヴィンスキー作曲の「春の祭典」が割愛されたものもある。シャフト株式会社が発売している現行商品では「春の祭典」は収録されている。

### 製作過程
ウォルト・ディズニーは一連のミッキーマウス映画を製作しつつ、ミッキー映画と全く正反対の、芸術性の高い作品を製作することを願っていた。その手始めとしてSilly Symphony（シリー・シンフォニー）シリーズが誕生した。しかし、ウォルトはこれにも満足せず、さらに自身初の大作「白雪姫」を1937年に世に問うたことにより、かねてから願っていた「芸術性の高い映画」の目標を、完成度が高かった「白雪姫」よりもさらに高いものにすることに決めた。そこで、ウォルトはSilly Symphonyの方向性を多少は維持しながらもより物語性のある音楽作品を作ることにして、その筆頭候補として「魔法使いの弟子」を題材として取り上げることにした。さらにウォルトは、権威付けを狙って著名な指揮者の起用を考え、レオポルド・ストコフスキーを指名した。レストランで意気投合した後、1937年頃から製作を開始した。
ここで、最新の映画・映像・音響の各技術に関心が深いウォルト・ディズニーは、ストコフスキーから米ベル研究所に於いて自らの指揮で1932年にステレオ録音を行ったという話を聞いた（この時の米ベル研究所の録音が、現存する世界最古のステレオ録音である）。そこでディズニーはただちに映画『ファンタジア』をステレオ音響で制作することに決めた。
「魔法使いの弟子」の製作の際に、従来どおりミッキーが主役に選ばれたことに対してストコフスキーは異を唱えて新しいキャラクターを作ることを主張したが、パントマイムだからということでミッキーに落ち着いた。このようにして制作は進められたが、1年をかけた「魔法使いの弟子」が完成した段階で、既にかかった製作費がそれまでとは桁違いであることを知ってさすがのウォルトもたじろいだが、それであきらめたりなどはしなかった。その際に、ウォルトは本作品を音楽コンサートの形式として作ることを思いつく。音楽評論家ディームズ・テイラーが顧問として迎えられて、協議をした結果100枚以上のレコードのなかから8つの曲が選ばれた。とりあげる曲の順序についていろいろ検討されたが、バッハの「トッカータとフーガ ニ短調」を冒頭に持ってくることについては皆の意見が一致した。
演奏される楽曲のプログラムは次の通り。（）はおおよその演奏時間。一部はストコフスキー自身による編曲もあるが、詳しくは「主な編曲箇所」の項目を参照のこと。
- 1：「トッカータとフーガ ニ短調」（9:22） - J.S.バッハ
  - 標題音楽ではないこの曲を起用した経緯については、ウォルトが「抽象的な音楽もやってみよう」と提案したことによる。そのため、抽象画の映画を作り、当時アメリカに移住していたオスカー・フィッシンガーの意見を取り入れつつ製作された。
- 2：組曲「くるみ割り人形」 - チャイコフスキー（14:12）
  - 最初の2曲はカットされ、また曲の順序も一部入れ替わっている。
- 3：「魔法使いの弟子」 - デュカス（9:17）
- 4：「春の祭典」- ストラヴィンスキー（22:28）
  - 舞台を人類時代の原始時代から、地球創世期～恐竜の時代に変更している。また、原曲の一部がカットされた上、順番が一部入れ替えられている。
- 休憩・「サウンド・トラック」[注 2]の紹介。指揮者ストコフスキーが登場し、アニメのミッキーマウスと握手するという趣向を見せる。
  - この「休憩」と「サウンド・トラック」の紹介は、1990年発売のバージョンおよび、現在日本で発売されているDVDではカットされている。パブリック・ドメインDVDには収録されている。
- 5：「田園交響曲」 - ベートーヴェン（22:00）
  - 舞台をギリシャ神話の世界に求めている。第4楽章以外は短縮されている。
- 6：「時の踊り」 - ポンキエッリ（12:13）
  - 担当者は研究のために動物園やバレエ公演に頻繁に通ったり、バレリーナの映像を参考にした上で製作された。
- 7：「はげ山の一夜」 - ムソルグスキー（7：25）
- 8：「アヴェ・マリア」 - シューベルト（6：27）
  - 7と8はアニメーションがつなぎ合わされ（「禿山の一夜」の終わりの音と、「アヴェ・マリア」の最初の音が偶然一緒だった）、「光と闇」という壮大なラストを表現している。
  - 歌詞は、本来ドイツ語のものを英語に直している（「アヴェ・マリア」）。
  - 日本国内で販売されている1990年版のVHS及びDVDにおける日本語吹き替えでは、曲紹介の際、「シューベルトの」とすべきところを「バッハのアヴェ・マリア」とアナウンスするというごく基本的なミスを犯しているが、ハイビジョン・デジタル修復版における日本語吹き替えでは、ミスを犯していない。

ドビュッシー作曲の「月の光」も最初は作品の中に含められる予定であったが、制作段階で削除された（戦後に公開された「メイク・マイン・ミュージック」の一部として使用された）。
演奏される楽曲の作曲家のうちで公開当時に在命であったのはストラヴィンスキーただひとりであった。しかし当時のストラヴィンスキーはソ連人であったので米国に於ける著作権を保持していなかったことから、ディズニー側はストラヴィンスキーから『春の祭典』の使用許諾を得る必要はなく、大幅なカットを行いまた楽章の演奏順序も変えた。このことが後に米国に移籍したストラヴィンスキーが、自曲の著作権取得にしばらく奔走していた理由のひとつであるといわれている。
11人の監督、120人以上のアニメーター、103人編成のオーケストラなど、投入されたスタッフはのべ1000人、描き上げられた原画100万枚、録音テープ（光学録音フィルム）の長さ42万フィート（そのうち映画の中で実際に使用されたのは1万8千フィート）、制作期間3年と前例のないスケールでの製作となった（コンピュータなど無い時代に人力だけで制作されたアニメーション作品として、史上最も手間をかけて作られた作品であるとも言われている。制作に掛けた経費があまりにも大きかったために、リバイバル上映を繰り返して1970年代になるまでは製作に投じた資金を回収できなかったとも言われる）。
完成の間近になって、ストコフスキーの発案で作品のタイトルは「ファンタジア」と命名された。

### 録音についてのメモ
サウンドトラックのレコーディングは1939年4月に、特注システムとして制作された映画用光学式録音機により、9チャンネルのマルチトラック方式で収録された。全収録曲目のうちで、「時の踊り」と「アヴェ・マリア」はストコフスキーが指揮をした演奏の録音としてはこれが唯一のものであり、「魔法使いの弟子」と「春の祭典」は最後のものであり、「田園」と「禿山の一夜」は最初のものである。「トッカータとフーガ ニ短調」および「くるみ割り人形」はストコフスキーの十八番（おはこ）である。

### 封切後
1940年11月13日にニューヨークのブロードウェイ・シアターで封切されたが、評価は微妙なところであった。というのも、雑誌「タイム」が3ページにわたって特集を組んだが、映画扱いされることはなく、音楽欄で作品が論評されていた。また、「田園」と「春の祭典」に対しては『作品の本来のイメージとはかけ離れている』という批判が集中した。また、従来からのディズニー映画のファンですら作品に戸惑いを見せたという。さらに、この作品を上映するのに必要な装置にかかる費用が莫大だったため、上映できる映画館が非常に限られていたこともあり、始めから収益面では期待できなかった為、莫大な制作費を掛けたものの全く採算が合わずに大赤字となった。もっとも、ウォルトは「タイム」でのインタビューで「これは私が死んでからもずっと楽しんでもらえる作品だ」とコメントしている。事実、ウォルトが亡くなって3年後の1969年に再上映されて以来、ようやく商業的にも成功した作品となった。なお、ウォルトはこの「ファンタジア」を公開するたびに曲を入れ替えるという「演奏会形式」を目指していたが、これは実現できなかった。
1940年度のアカデミー賞では、ウォルトとストコフスキーが特別賞を受賞している。しかし、当時のアカデミー賞には長編アニメ映画に対する部門賞はなく、純粋に作品に対してアカデミー賞を授けられたとは言い難い。

### アーウィン・コスタル指揮による再録音版
ストコフスキー指揮のオリジナル・サウンド・トラックのマスターが老朽化してきたため、1982年にドルビー・サラウンド版の再録音版が公開された。再録音の演奏はアーウィン・コスタル指揮のフィラデルフィア管弦楽団が担当し当時最先端のデジタル録音方式で収録されたという。（日本でも公開）
ただし、現在ではストコフスキーの元版がリマスターされて音質向上したこともあり、もっぱら元版が鑑賞されるようになっている。そのため、アーウィン・コスタル指揮の再録音版は、CDで聴くことはできるが、DVDやBD等で複数の音声トラックが収録できるようになっても収録されていない。

### ビデオソフト化
1990年に、この作品の初公開から50周年を迎えるのを機に、初めてビデオ・LDソフトにて発売されることとなる。この作品は、あまりの長さゆえに幾度もカット及び順序の変更が行われているが、このビデオソフト化に伴い、上記のプログラムに整えられた。なお、2000年にオリジナルに極めて近いバージョンが上映され、北米などではそれに基づくDVDも発売された。なお、以下のデジタル修復版が発売されるまでは、日本での正規でのDVDの発売は全て、1990年版の物であった。
1990年版のビデオ・DVDソフトにおいての北米版と日本版の主な相違点は以下の通りである。
ストコフスキーの声
北米版：オリジナルのまま、日本版：吹き替え
ディームズ・テイラーの解説
北米版：ほぼオリジナル、日本版：大幅にカット
休憩
北米版：ほぼオリジナル、日本版：すべてカット
この1990年版では、ソニック・ソルージョン・システムによる音声のノーノイズ化処理が行われた。しかし、このノーノイズ除去に於いて、ヒスノイズまで除去を行ったことにより、音が不自然に感じられてしまうという事態が起こっている（当時に、このシステムでヒスノイズの除去を行ったほとんどの音楽・ビデオソフトが、この現象を起こしている）。
なお、冒頭に言及した、アブロック社発売のパブリックドメイン版ファンタジアでは、ディームズ・テイラーの解説やストコフスキーの声はオリジナルだが休憩はカット、また映画終了後のスタッフロールもカットした。
編集段階でカットされたドビュッシーの「月の光」の映像は、その後再編集と再録音がなされてオムニバス「メイク・マイン・ミュージック」（1946年）中の一編「青いさざなみ」として日の目を見ることとなった。一方で映像の一部が欠落してしまったため、オリジナルの形での復元は長い間実現しなかったが、1992年にオリジナルのワーク・プリントが発見され、短編作品として当初の形通りに蘇った。この短編はディズニーによる正式な日本版DVDには特典映像として収録されていたが、現在のパブリック・ドメインDVDには入っていない。

### ハイビジョン・デジタル修復
その後ディズニープロダクションで、公開当時の作画に用いられた絵の具の持つ色彩の忠実な復元を目指してデジタル修復を行い、それによりハイビジョンマスターによるBlu-rayとDVDが米で2010年12月7日、日本では翌年の4月20日にリリースされた。ここでは、オリジナル英語音声は7.1chサラウンドに編集して制作された。さらに、各国語版共に1990年リリース版では音声のヒスノイズの除去処理において音楽性を著しく損ねていたほど技術が未熟だったものが、後に同処理においての技術が大幅に進歩し、この修復版ではそういった形跡が見られなくなった。LD盤では姿を見せず声だけの出演だったディームズ・テイラーが姿を見せ、解説の日本語吹き替えは矢島正明から垂木勉に交替。ストコフスキーとミッキーによる『魔法使いの弟子』終演直後のやりとりも音声吹き替え付きで収録された。

## 登場キャラクター

### くるみ割り人形
- しずくの精
- ホップ・ロウ
- マッシュルーム・ダンサー
- 花の踊り子
- 金魚
- あざみの少年たち
- らんの少女たち
- 秋の精
- とうわたの踊り子
- 霜の精
- 雪結晶の精

### 魔法使いの弟子
- ミッキーマウス
- イェン・シッド
  - ミッキーマウスが魔法使いの弟子となった時、弟子入りした偉大な魔法使いの先生。大きな蝶を出したり、大洪水を2つに分けてひかせるという魔法を見せる。Yen Sidの名は、Disney（ディズニー）のつづりを逆から読んだもの。キングダムハーツシリーズでボイスが追加され、『エピックミッキー』ではオズワルド達の世界の創造主として登場している。
- ほうき
  - ミッキーがイェン・シッドの帽子の力で生み出したほうき。当初はミッキーの命令で代わりに水汲みしていたが限度が過ぎた為にミッキーに斧で破壊されてしまうが、その破片からそれぞれ再生した事で大量に増えた。その後、イェン・シッドによって大人しくなった。

その後は『ハウス・オブ・マウス』やキングダムハーツシリーズなどでミッキーの元で働いている。

### 春の祭典
- 恐竜たちをメインキャストにして、地球創世期～生命誕生（勿論、登場するのは恐竜ばかりではなく、原生動物から多細胞生物である無脊椎動物、無顎類、シーラカンス（あるいは肺魚）まで多岐にわたる）、そして恐竜その他翼竜など、大部分の爬虫類の（異常乾燥による）絶滅までが描かれる。

### 田園交響曲
- ペガサス
- ユニコーン
- ブルダス
- メリンダ
- バッカス
- ジャッカス
- ゼウス
- ウルカヌス
- アポロン
- アイリス
- ディアナ
- モーフェウス
- キューピッド
- ケンタウルス

また、公開当時にはサンフラワー（英：Sunflower ひまわりという意味）というキャラクターがいたが、黒人のステレオタイプであるという批判を受けて現行のDVDでは彼女の出演シーンのカットや映っている部分のトリミングなどが行われている。

### 時の踊り
- ミラ・ユパノーバ
- ヒヤシンス・ヒッポ
- エレファンシーネ
- ベン・アリ・ゲーター

### はげ山の一夜
- 悪魔
- 幽霊
- チェルナボーグ
  - 本作のディズニー・ヴィランズ。真夜中に悪魔や幽霊を禿山に誘い、夜会を催す。その後のディズニー作品でも悪役として登場している。

### アヴェ・マリア
- 巡礼者

## 主な編曲箇所
本作では、アニメーションと合わせる都合上、曲に少なからず改変が行われている。下にその一部を紹介する。

### トッカータとフーガ ニ短調
- ストコフスキーによる編曲版が用いられているが、ストコフスキーが通常演奏していた編曲版とは異なる箇所がある。
  - ハープ独奏部分のチェレスタ・フルート[要出典]が無い。

### 組曲「くるみ割り人形」
- 曲順の入れ替えがある。
  - 金平糖の踊り→中国の踊り→葦笛の踊り→アラビアの踊り→トレパーク→花のワルツ

### 魔法使いの弟子
- 用いられているのはストコフスキーによる編曲版である。
  - 冒頭のヴィオラ、チェロ、ヴァイオリンのピツィカートがカットされている。
  - ミッキーが箒に魔法をかけるシーンの直前部分に延長がある。
  - 箒が水を汲むシーンのホルンの応答が2回から1回になっている。

### 春の祭典
- 曲順の入れ替えがある。
  - 第1場序奏→春のきざし→乙女達の踊り→誘拐→第2場序奏→乙女達の神秘的な集い→いけにえの賛美→祖先の呼び出し→祖先の儀式→大地への口付け→大地の踊り→第1場序奏冒頭部

### 田園交響曲
- 第4楽章以外が短縮されている。

### 時の踊り
- 「昼の時の踊り」の編曲&繰り返し。
- 4箇所（ダチョウが転ぶシーン、ワニにカバが飛びつくシーンで2回、最後に扉が落ちるシーン）に大太鼓が入っている。

### 禿山の一夜
- ストコフスキーによる編曲版が用いられている。
  - 冒頭部の弦トリルの追加。
  - 木管で奏される早いパッセージが弦で演奏される。
  - 弦のハーモニックスの追加
  - シロフォンの追加
  - 銅鑼の一撃にアクセントが付いている。
  - 終結部に合唱が入る（次曲への導入）

### アヴェ・マリア
- 歌曲からの移調（ト長調）、編曲

## キャスト
| キャラクター   | 原語版                     | BVHE（旧）版 | BVHE（新）版 |
| -------------- | -------------------------- | ------------ | ------------ |
|                | ディームズ・テイラー       | -            | 垂木勉       |
|                | レオポルド・ストコフスキー | 原語版流用   | 松岡文雄     |
| ミッキーマウス | ウォルト・ディズニー       | 原語版流用   | 青柳隆志     |
| ナレーション   | ティム・マシスン           | 矢島正明     | -            |

## スタッフ
演奏フィラデルフィア管弦楽団
指揮レオポルド・ストコフスキー
アドヴァイザーオスカー・フィッシンガー